# Ricardo Santos (beachvolleybollspelare)

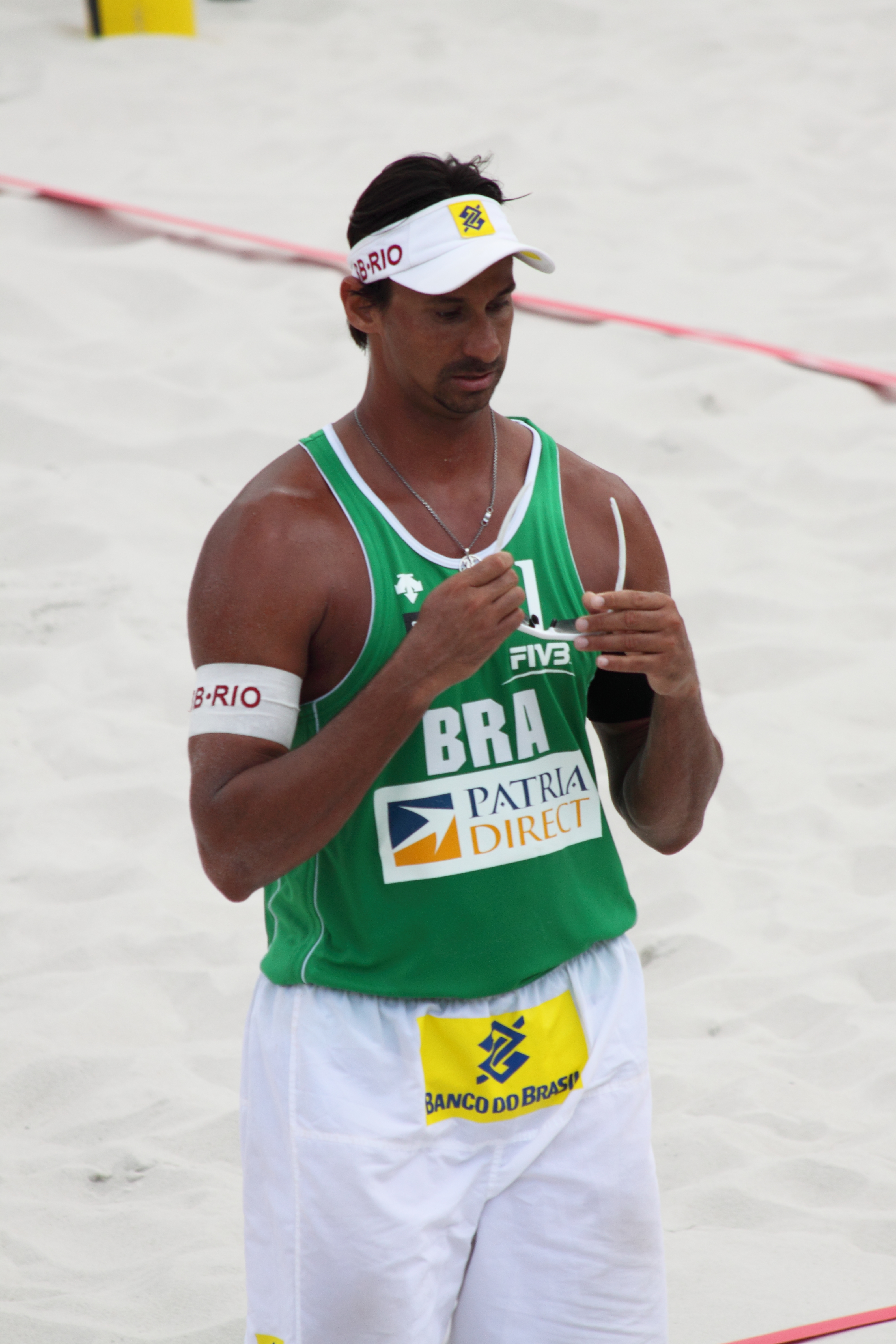
Ricardo Santos

Ricardo Alex Costa Santos, född 6 januari 1975 i Salvador, är en brasiliansk beachvolleybollspelare.
Santos blev olympisk guldmedaljör i beachvolleyboll vid sommarspelen 2004 i Aten.